# Uh... uh...
Uh... uh... è il 22° album musicale in studio di Adriano Celentano, pubblicato nel 1982.

## Il disco
Due brani contenuti nell'album, ovvero Uh uh e Jungla di città, fanno parte della colonna sonora del film Bingo Bongo, dello stesso anno, in cui Celentano è attore protagonista.

## Tracce
1. Giornata nein
2. Niente di nuovo (con Loredana Bertè)
3. Conto su di te
4. Solo
5. Uh... uh...
6. Jungla di città
7. Uomo
8. La donna di un re

## Formazione
- Adriano Celentano – voce
- Paolo Steffan – chitarra, cori
- Gaetano Leandro – sintetizzatore, programmazione
- Pinuccio Pirazzoli – chitarra
- Franco Bernardi – basso
- Lele Melotti – batteria
- Naimy Hackett, Lella Esposito, Renato Pareti, Lino Rossi, Linda Wesley, Giorgio Manzoli, Silvano Fossati – cori

Al brano Niente di nuovo ha partecipato nei cori Loredana Bertè.